# Fabien Deglise
Pour les articles homonymes, voir Déglise.
 (février 2014).
Si vous disposez d'ouvrages ou d'articles de référence ou si vous connaissez des sites web de qualité traitant du thème abordé ici, merci de compléter l'article en donnant les références utiles à sa vérifiabilité et en les liant à la section « Notes et références ».
Fabien Deglise, né en 1971, est un journaliste, grand reporter, chroniqueur, blogueur et essayiste québécois.

## Biographie
Fabien Deglise a obtenu un baccalauréat en sciences de la communication en 1994 et une maîtrise en sciences de la communication en 1996. Il est un disciple du sociologue Edgar Morin et du philosophe Michel Foucault. 
D’abord journaliste pigiste à L'Actualité, à Radio-Canada et à Télé-Québec, il devient journaliste pour le magazine Protégez-vous en 1997 et journaliste à plein temps pour le quotidien montréalais Le Devoir en 2000.  Il a été des premiers contributeurs au site d'information en ligne et portail Web, Branchez-Vous.com, dans les années 1990.
Il a été chroniqueur à l'émission « L'Après-midi porte conseil » à la première chaîne de Radio-Canada ainsi qu'à l'émission d'actualité « Mise à jour », sur la chaîne MAtv du réseau TVA. Il est invité régulièrement à commenter l'actualité dans différentes émissions d'information et d'affaires publiques, à la télévision et la radio.
Il est l'auteur de l'essai sociologique Montréal souterrain : sous le béton, le mythe en 2010.  
Il a dirigé le premier recueil de nouvelles francophones en 140 caractères, intitulé 140 ca, réunissant des nouvelles littéraires inédites imaginées par 25 romanciers, dont Bernard Pivot, Tahar Ben Jelloun, Alexandre Jardin, Michel Tremblay, Jacques Godbout, Tonino Benacquista… Il y signe lui-même une nouvelle de 140 caractères. 
À partir de 2010, il tient le blogue Les mutations tranquilles sur le site du quotidien Le Devoir, lieu d'observation des transformations sociales, économiques et culturelles et des paradoxes liés au développement des technologies dans la société, au Québec comme ailleurs. Il a créé plusieurs séries en baladodiffusion pour le compte du Devoir dont Dans ma bibliothèque (cinq épisodes) et Résonance (quinze épisodes), un format radiophonique court proposant un regard décalé sur l'actualité.
Il est le réalisateur du premier documentaire participatif québécois, Un 30 mai ici-bas. 
Il serait l'inventeur du néologisme « égoportrait », qui a fait son entrée dans le dictionnaire Larousse au printemps 2015, traduction de selfie.

## Publications
- Montréal souterrain : sous le béton, le mythe, éditions Héliotrope, 2010
- 140 ca. 25 auteurs, 25 nouvelles en 140 caractères (eBook)

## Distinctions
- 1998 - Prix de journalisme en loisir du Conseil québécois du loisir ;
- 2004 - Bourse Nord-Sud ACDI-FPJQ, pour un reportage sur Tuvalu ;
- 2005 - Bourse ACDI Journalisme et développement, pour une série de reportages sur le Vietnam en mutation ;
- En 2008, il a été fait diplômé d’honneur de la Faculté des arts et des sciences de l'Université de Montréal.
- En 2014, le Conseil supérieur de la langue française lui a décerné la mention «coup de cœur» du grand public soulignant la qualité et la richesse de la langue française[7].
- En 2015, il reçoit le prestigieux prix Judith-Jasmin du journalisme, catégorie « opinion », pour une chronique intitulée  « Cher migrant no 3421 »[8].